# Tsalenyija
Tsalenyija (en georgiano: წალენჯიხა; en megreliano: წენდიხა) es una ciudad de Georgia ubicada en el centro de la región de Mingrelia-Alta Esvanetia, siendo la capital del municipio homónimo. La ciudad también es la sede del metropolitano de la eparquía de Tsalenyija de la Iglesia ortodoxa de Georgia.

## Toponimia
Tsalenyija es un topónimo compuesto, que significa en mingreliano "la fortaleza de Tsa" (I. Kipchidze, S. Janashia) o "la fortaleza inferior" (A. Chikobava). Según Simon Janashia, "Tseni" o "Tsani" era una de las tribus de la rama Chanuri-Megreliana y no los propios Sans. Fue de esta tribu "Tsani" que este lugar y la fortaleza (Djija) que les pertenecía (Tsen-Dija) y el río que desembocaba en la fortaleza (Tsen-Tskali) obtuvieron su nombre.

## Geografía
La ciudad se encuentra en la orilla del río Chanistskali, a 25 km de Zugdidi.

## Historia
En los siglos X y XI, Tsalenyija fue un asentamiento importante, lo que se confirma con la construcción de la catedral. Con el tiempo, la importancia de Tsalenyija aumentó tanto que en los siglos XIII-XIV se convirtió en una de las residencias de Dadiani. Los Dadiani también tenían un palacio, cerámica (tesoro) y un entierro ancestral aquí. La creciente importancia de la ciudad condujo al traslado de una de las diócesis más importantes de Odisha a Tsalenyija en el siglo XIV, lo que contribuyó al auge de las actividades culturales y económicas.
Durante el Imperio ruso, Tsalenyija fue uno de los centros de la región de Zugdidi. 
En el período soviético, Tsalenyija se convirtió en uno de los centros de procesamiento de té, lo que contribuyó a la urbanización del asentamiento. El 9 de enero de 1957, Tsalenyija recibió el estatus de asentamiento de tipo urbano, y en 1964, el estatus de ciudad.
El 6 de julio de 1992, en Tsalenyija, un destacamento de zviadistas rodeó un internado (con 80 combatientes) durante la guerra civil georgiana. El comandante de las formaciones Mjedrioni, Jaba Ioseliani, asaltó el edificio pero fue derrotado.

## Demografía
La evolución demográfica de Tsalenyija entre 1939 y 2014 fue la siguiente:
| 2496                                            | 6486 | 2314 | 2632 | 9317 | 8956 | 3847 | 3170 |
| (Fuente: Population of Georgia in Soviet times) |      |      |      |      |      |      |      |

Su población era de 3.847 en 2014, con el 99,6% de la población son georgianos (mingrelianos).
|              | 1939      | 1939       | 1959      | 1959       | 2014      | 2014       |
| Grupo étnico | Población | Porcentaje | Población | Porcentaje | Población | Porcentaje |
| ------------ | --------- | ---------- | --------- | ---------- | --------- | ---------- |
| Georgianos   | 2158      | 86,5%      | 5392      | 83,1%      | 3832      | 99,61%     |
| Rusos        | 309       | 12,4%      | 749       | 11,5%      | 10        | 0,26%      |
| Ucranianos   | 309       | 12,4%      | 207       | 3,2%       | 2         | 0,05%      |
| Osetios      | -         | -          | 2         | 0,1%       | 1         | 0,03%      |
| Armenios     | 6         | 0,2%       | 99        | 1,5%       | -         | -          |
| Griegos      | 3         | 0,1%       | 2         | 0,1%       | -         | -          |
| Azeríes      | -         | -          | -         | -          | -         | -          |
| Judíos       | 3         | 0,1%       | -         | -          | -         | -          |
| Asirios      | -         | -          | -         | -          | -         | -          |
| Total        | 2496      | 100%       | 6486      | 100%       | 3847      | 100%       |

## Economía
En tiempos soviéticos había seis fábricas de té en funcionamiento. Hoy solo hay una fábrica, que emplea a unas 300 personas. 

## Infraestructura

### Arquitectura
En la ciudad se encuentra la catedral de Tsalenyija, uno de los centros espirituales de Mingrelia a lo largo de su historia. La catedral de Tsalenyija es conocida por un ciclo único de murales, realizados en el llamado estilo Paleologovskom por artistas georgianos invitados por el maestro de Constantinopla.

## Personas ilustres
- Terenti Graneli (1897-1934): poeta romántico georgiano.

## Galería

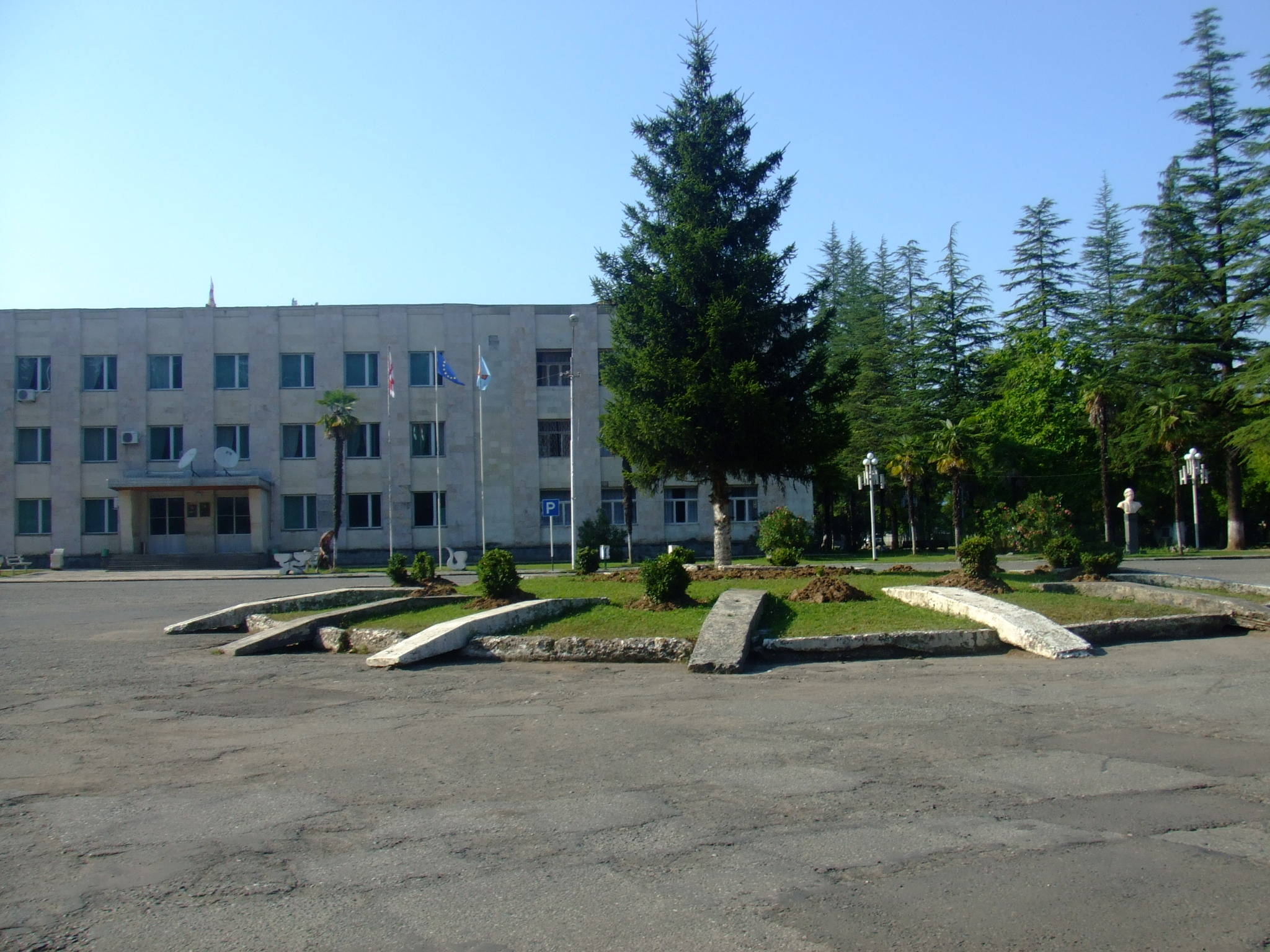
Centro de Tsalenyija
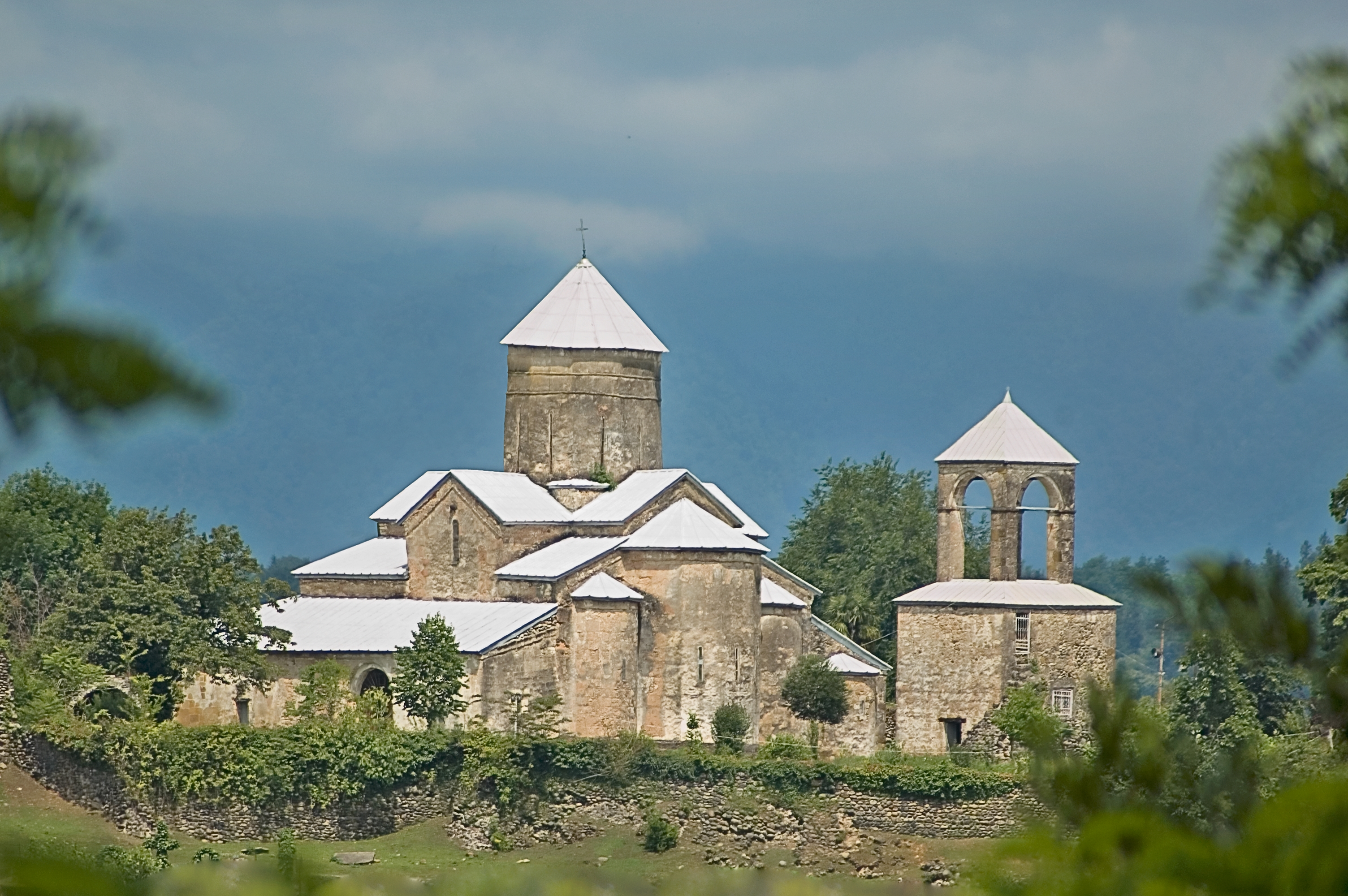
Catedral de Tsalenyija
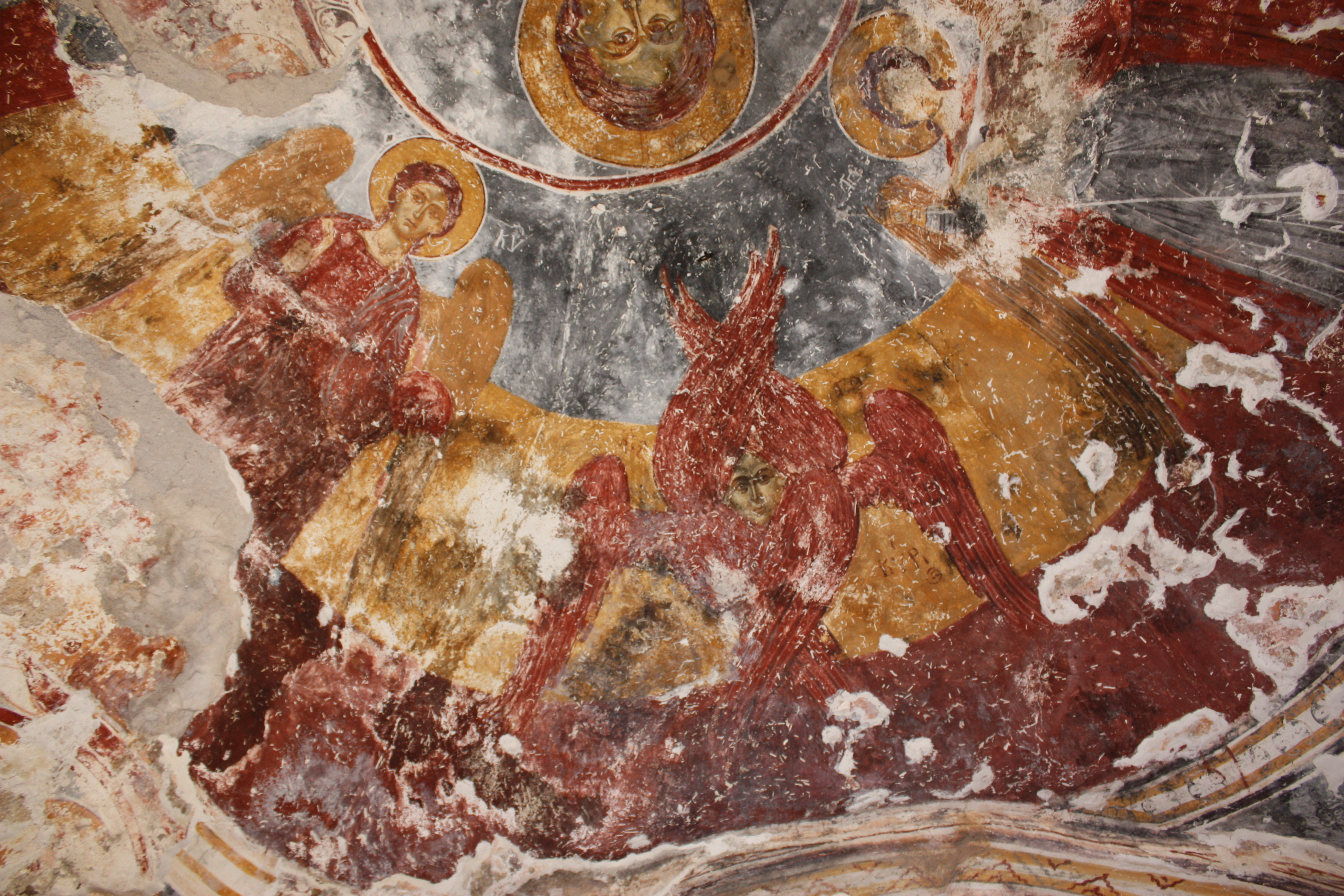
Frescos de la catedral